# Kuehneola japonica
Kuehneola japonica är en svampart som först beskrevs av Dietel, och fick sitt nu gällande namn av Dietel 1912. Kuehneola japonica ingår i släktet Kuehneola och familjen Phragmidiaceae.   Inga underarter finns listade i Catalogue of Life.